# JOE BAR TEAM
『Joe Bar Team』（ジョー・バー・チーム）はフランスで出版されている人気コミックのシリーズ。オートバイのライダーたちが日常生活の中で出会う、様々な種類の状況や冒険を描いている。

## 概要
第1集は1990年、Bar2によって出版社Vents d'Ouestからリリースされた。
Bar2は6集分の構想を持っていたため、2集以後はFaneの作画によって続けられている。
第1集では舞台を1975年のパリとしていたが、第2集以後は現代（90年代）に変更されており、登場人物のバイクもその時代の物に合わせてある。とはいえ、ライダーの生活としては普遍的なことを描いているため、時間の設定はさほど重要ではないと言える。
4頭身にデフォルメされた人物と、対照的に精密に描き込まれたメカニック描写の組み合わせで描くギャグ漫画は、日本でいえば最盛期のマカロニほうれん荘（鴨川つばめ）やDr.スランプ（鳥山明）のテイストに近い。

## 登場人物
ジョー
パリの街角にあるカフェ「Joe Bar」のオーナー。店の仲間たちがレースを行うときにはマネージャーも務める。普段はバイクには乗っていないが、仲間とツーリングに行ったときには旧型のモト・グッツィに乗っていた。
エドゥアール・ブラカム　Edouard Bracame（ハンドル・エド）
皮肉屋で口が悪く、彼の一言で騒動がおきることも多い。ニトログリセリンとメタノールの混合剤を燃料に添加してあり、爆発的な加速を誇る反面、爆発を起こすことも多い。（ギャグ漫画のお約束として黒焦げになっても死にはしない）
名前の元ネタはフランス語のアルブル・ア・カム（Arbre à Came、カムシャフトの意）。
バイクはホンダCB750fourに集合管をつけている。第2集以後はCB1000SF”BIG1”
ジャン＝ラウル・デュカブル　Jean-Raoul Ducable（ジャンノット・ル・ケース）
普段から革つなぎを着ているレーサー志向。名前の元ネタはフランス語のジャンルール・デュ・カーブル（J'enroule du cable、直訳は「ケーブルをまわす」で、バイクのアクセルを開ける＝加速することの意）。
バイクはカワサキH2。第2集以後はスズキGSX-R750。
ジャン・マンチェク　Jean Manchzeck（アルスワイユ）
名前の元ネタはフランス語のジャンマンシュ・セック（J'enmanche Sec、「速く走る」を意味するスラング）。
バイクはノートンコマンド850。第2集以後はトライアンフ900デイトナ。
グイド・ブラスレッティ　Guido Brasletti（ぺぺ）
イタリア人。名前の元ネタはギドン・ブレスレット（guidon bracelet）。
guidon（ガイドン）は軍隊旗の旗竿で、その形からスラングでオートバイのハンドルバーを指す。ギドン・ブレスレットは「ブレスレット（手首サイズ）のハンドルバー」の意味で、レーシングスポーツ用のいわゆるセパレートハンドルのこと。
バイクはドゥカティ900SSの74年型。第2集以後は900SSの89年型。
以下は第2集からの登場人物。
ピエール・レニョーム（ロング・フォーク）
バイクはヤマハV-max。
ポール・ポジション（ガス・パウロ）
名前はpole positionと同じ発音だが綴りはPaul Posichon。バイクはMBK51とヤマハXT600。
ジェレミー・ラピュレー（ジェジェ）
名前の元ネタはフランス語のジェ・レミ・ラ・ピューレ（J'ai remis la purée）。
直訳は「またマッシュポテトを置いた」。フランス語の「マッシュポテトを置く」は「得たものの全てを与える」を表す慣用句で、「貯め込んだものを開放する」意味から「コーナリング時に減速した体制から一気に加速する」ことを意味する。
バイクはダックス・ホンダとハーレーダビッドソンXLH883　スポーツスター。

## 英国版について
イギリスでは2002年に翻訳されて出版されており、登場人物とそのニックネームは英国風のものに変更されている。
- エド→マイク・ハムシャフト（マイク・ザ・バイク）

カムシャフトを基にしているのはフランス版と同じ。ちなみにマイク・ザ・バイクはMVアグスタやホンダ、ドゥカティで活躍した天才GPライダー「マイク・ヘイルウッド」のニックネーム。
- ジャンノット→デニス・デルジェット（ストローカー）
- アルスワイユ→アンディ・マッキャニック（ハンディ・アンディ）
- ペペ→ドム・エスドロミコ（デスモ・ドム）

名前の由来はデスモドロミック（ドゥカティのエンジンに採用されている弁機構）。

## フィギュア
ヨーロッパではキャラクターたちのフィギュアが発売されているほか、ミニチュアカーを発売しているフランスのソリドでは、それまでに発売していたバイクのスケールモデルに合わせて18分の1にリアル化したキャラクターフィギュアをセットにして発売している。